# زوند ۲

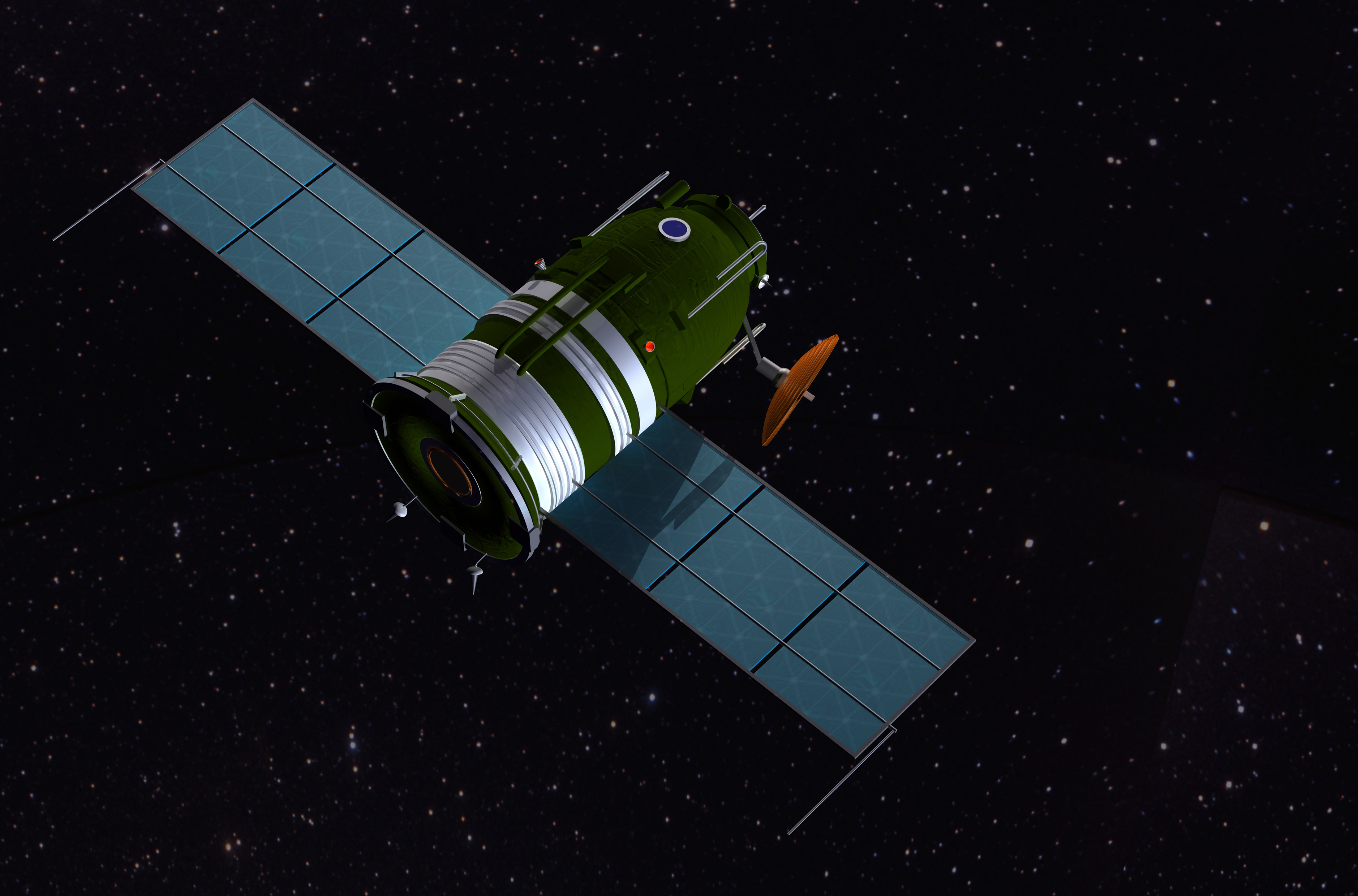
تصویری از زوند متعلق به شوروی.

زوند ۲ یکی از فضاپیماها در برنامه فضاپیمایی زوند در شوروی بود.
زوند ۲ پنجمین فضاپیمای شوروی بود که کوشید از کنار سیاره مریخ بگذرد.
زوند ۲، شش پیش‌رانه پلاسمایی تکانشی با خود حمل می‌کرد. این پیش‌رانه‌ها برای این فضاپیما به عنوان سامانه کنترل ارتفاع عمل می‌کردند.
زوند ۲ که در ردهٔ فضاپیماهای ۳ام‌وی-۴آ مریخ (Mars ۳MV-۴A) قرار داشت در سی‌ام نوامبر ۱۹۶۴ به فضا پرتاب شد و به هنگام یکی از تغییر جهت‌ها در اوایل ماه مه ۱۹۶۵ تماسش با زمین قطع شد. با وجود از کار افتادن یکی از باله‌های خورشیدی‌اش که منجر به نصف شدن توان آن شد، این سفینه توانست در ۶ اوت ۱۹۶۵ با سرعت ۵٫۶۲ کیلومتر بر ثانیه از فاصلهٔ ۱۵۰۰ کیلومتری سطح مریخ گذر کند.